# Gianni Migliorini
Gianni Migliorini (Verona, 7 febbraio 1972) è un allenatore di calcio ed ex calciatore italiano, di ruolo centrocampista, tecnico del Bologna Under 17.

## Carriera
La sua carriera inizia nel 1991 in Serie C2 con il Trento e prosegue per diversi anni tra Serie C1 e Serie C2. Nel 1998 debutta in Serie B con la maglia della Reggiana. Nel gennaio del 2000 torna al Cittadella squadra nella quale aveva militato anni prima. Sotto la guida di Ezio Glerean vince i play-off di Serie C1 ottenendo la promozione in Serie B. Con i granata disputa due campionati nella serie cadetta, nelle due esperienze con il Cittadella totalizza 106 presenze complessive in campionato.
Nelle annate successive, si trasferisce prima al Taranto e poi al Ravenna, prima di tornare a giocare al Trento in Serie D. Dopo due annate si trasferisce nella squadra veronese del Domegliara contribuendo a portarla in Serie D e con la quale giocherà per altre due stagioni. 
Nel campionato di Serie D 2009-2010 si trasferisce al Citta di Jesolo seguendo poi la squadra nella stagione successiva allorquando si trasferì a San Donà di Piave mutando il suo nome SandonàJesolo. Con la nuova squadra raggiunse le semifinali play-off di Serie D. L'anno successivo si trasferì al Mezzocorona sempre in Serie D.
Nella stagione 2012-2013 passa alla Sambonifacese dove gioca alcune gare ad inizio stagione, poi il 27 novembre 2012 viene "promosso" ad allenatore del club rossoblù veronese.
Il 25 maggio 2013 il presidente del Mantova Michele Lodi, ex Sambonifacese, lo chiama per il ruolo di vice allenatore. In seguito al repentino esonero di Antonio Sala, dopo la seconda giornata di campionato, Migliorini viene chiamato alla conduzione della squadra che disputa il campionato di Lega Pro Seconda Divisione, ma questa esperienza dura poche settimane poiché Antonio Sala viene reintegrato nel suo ruolo d'allenatore.
Dal 2014 diviene il vice di Leonardo Colucci della Primavera del Bologna e successivamente lo segue nelle esperienze in Serie C con Reggiana, Pordenone e Vis Pesaro. Nel dicembre 2019 diventa l'allenatore del Sandonà 1922 in Eccellenza.
Nel giugno 2021  assume la guida del Treviso, ripescato in Eccellenza. Il 10 novembre, in seguito al pareggio per 3-3 a Istrana e con la squadra al quinto posto in classifica, viene sollevato dall'incarico.
Nell'estate del 2022 diventa allenatore nel settore giovanile dello Spezia. Il 31 luglio 2024 viene ingaggiato dal Bologna per allenare la squadra Under 17.

## Palmarès

### Giocatore

#### Competizioni nazionali
- Serie C1: 1

Perugia: 1993-1994

### Allenatore

#### Competizioni regionali
- Coppa Italia Dilettanti Veneto: 1

San Donà: 2019-2020